# Eric Chase
Eric Chase (eigentlich: Achim Jannsen) ist ein deutscher DJ und Musikproduzent.

## Karriere
Das erste Mal richtete sich die Aufmerksamkeit 2008 auf Eric Chase, als er den Nummer-eins-Hit Allein Allein von Polarkreis 18 in mehreren Mixen veröffentlichte. Es folgte ein weiterer Hit-Remix mit I Won't Hold You Back, im Original von Toto aus dem Jahr 1982 und für Roger Sanchez bereits ein Remix-Hit unter dem Titel Another Chance. Erstmals in die offiziellen Verkaufscharts kam Chase Ende 2009 mit einem Remix von If You Tolerate This Your Children Will Be Next von den Manic Street Preachers. Die Single kam in Österreich in die Charts.
Neben eigenen Veröffentlichungen remixt Chase auch für andere Künstler, z. B. für Scooter (J'adore Hardcore) und Frauenarzt und Manny Marc (Das geht ab!).

## Diskografie
Singles
- 2008: Allein Allein
- 2009: I Won’t Hold You Back
- 2009: If You Tolerate This
- 2010: The Way It Is
- 2010: Sticky Situation
- 2010: Love Comes Around
- 2010: Summer Jam
- 2010: Everybody Surrender
- 2011: That’s Why I Put My Hands Up
- 2011: A Night Like This
- 2012: Get Crunk Tonight (feat. TC & Sison)
- 2012: Rock This Club
- 2013: Disco Bitch (feat. Nadi Nash & Postman K)
- 2014: Kamikaze (vs. Jerome)
- 2014: She Knows You
- 2015: Lifting Off the Roof (feat. MileyZ)
- 2015: Don’t Stop Believin’
- 2015: Dum Dum Da Da (Back to the Basics)
- 2015: I Can’t Wait (mit Michelle Hord)
- 2015: Close to You (mit Jerome)
- 2016: Coming Home
- 2017: Attitude (feat. Polina Vita & NITRO)
- 2017: Was geht ab!
- 2017: Crush (mit Jerome feat. Michelle Hord)
- 2017: Can Get You Off (feat. Ria)
- 2018: One Move (feat. Ria)
- 2018: Time to Shine
- 2018: Dreams That We Have
- 2019: Original (mit Emy Perez)
- 2019: Trouble (So Beautiful)

## Weitere Produktionen
Singles
- 2009: Discofamily – It Just Won’t Do
- 2010: The Disco Boys – I Surrender
- 2010: Coco Fay – I’ve Got a Feeling
- 2010: Jerome Jerkins – Four to the Floor
- 2011: Jerome Jerkins – Erdbeermund
- 2011: Marco Petralia – When Will I Be Famous
- 2011: Markus Gardeweg – Why Don’t You Let Me Know
- 2011: Chris Avantgarde & Eric Chase – What Do You Want from Me
- 2011: Coco Fay – Not the Same
- 2012: Jerome – Stars
- 2012: Chassio – Don’t Kill the Bass
- 2013: Lisa Aberer – I Will Dance
- 2013: Lisa Aberer – Firebird
- 2013: Lisa Aberer – Counting the Seconds
- 2013: Chassio – Hurricane